# Pamela A. Genova
Pamela Antonia Genova (* 11. November 1961) ist eine amerikanische Literaturwissenschaftlerin.
Sie studierte Französistik an der University of Kansas (B.A. 1983) und an der University of Illinois (M.A. 1986, Ph.D. 1991). Seit 1991 lehrt sie an der University of Oklahoma in Norman, seit 2003 als ordentliche Professorin; von 2005 bis 2012 war sie hier zudem Vorsitzende der neuphilologischen Fakultät. Ihr Forschungsschwerpunkt ist die französische Literatur des Fin de Siècle, insbesondere Symbolismus, Surrealismus und Dadaismus.

## Werke
- André Gide dans le labyrinthe de la mythotextualité. Purdue University Press, West Lafayette IN 1995, ISBN 155753067X.
- Symbolist Journals: A Culture of Correspondence. Ashgate Press, London 2002, ISBN 0-7546-0010-6.